# 社會福利黨
社會福利黨（英語：Social Welfare Party），為中華民國已廢止備案政黨。該黨原為第277個政黨，成立於2015年6月26日，首任黨主席為鄭龍水、首任副主席為白秀雄、文宣部總監為范可欽、文宣部主任為范立達、首任青年團團長為徐韜。

## 沿革
2015年6月26日，社會福利黨於中華民國內政部備案正式成立。
2015年8月19日，前新黨全國不分區立法委員鄭龍水、前台北市副市長白秀雄等人召開「建黨記者會」，宣布成立社會福利黨；鄭龍水同時公布2015年5月委託南加大企管顧問進行的民意調查，抽樣訪問台閩地區1200人，在95%信心水準、正負誤差範圍2.83%下，有超過50%受訪者支持社會福利黨，其中多達65%本身是身障者或其家屬。
2015年9月1日下午，社會福利黨主席鄭龍水拜會中國國民黨總統候選人洪秀柱，並提出「洪秀柱一票、社福黨一票」；洪秀柱對此沒有回應，但強調「支持我就對了」；會後，洪秀柱與鄭龍水共同召開記者會，對於鄭龍水所提政策與理念，洪表示仍需預算支持，有待研究。
2020年4月29日，內政部公告因未依《政黨法》補正完成，廢止社會福利黨的備案。

## 政治理念
不要統獨，只要公益；拋棄藍綠，只要福利。

### 黨旗、黨徽設計
黨徽由台灣知名設計師蕭文平設計。黨徽設計概念方面，將形狀像台灣寶島的甜薯做為題材，放在黨徽正中間。蕭文平說，甜薯給人甜美、溫馨的感覺，也有類似台灣人善良的性格和堅毅的特性。而在甜薯的四方擺上4片不同顏色葉子，顏色分別為翠綠、殷紅、水藍和軟黃，代表該黨理念是追求公平、正義、博愛與人道。

### 政策
七大政見主張：
- 全面推行無障礙環境的檢測與認證。
- 全面補助身障者購置輔具的經費。
- 全面施行身障者和老人看病免掛號費。
- 全面支持老人長照。
- 全面開放身障和七十歲以上老者申請看護人員。
- 全面補助低收入戶和重度身障者的看護費用。
- 全面補助身障者教育及職業訓練經費。

## 外部連結
- 社會福利黨的Facebook專頁
- 社會福利黨 官方網站